# Janteloven
Janteloven er en række "love" opridset i romanen "En flygtning krydser sit spor" (1933) af Aksel Sandemose. Romanen beskriver hovedpersonen, Espen Arnakkes, opvækst i den fiktive by Jante (heraf lovens navn) i begyndelsen af det 20. århundrede.
Aksel Sandemose voksede selv op i Nykøbing Mors, og byen bliver ofte fremhævet som model for hans litterære Jante. Selv vedkender han sig i forordet til bogen kun at have benyttet Nykøbing Mors som netop model til Jante i det ydre omrids. Men den reelle og langt alvorligere anklage i bogen går på, at der findes et universelt Jante, som alle er skyldige i at bidrage til. Janteloven er hverken bundet til Nykøbing Mors, til Danmark eller til begyndelsen af det 20. århundrede, men til den måde mennesker behandler hinanden på. Sandemose:
| Citat | Jante og Nykøbing er den samme by, så længe det gælder omridsene, naturen, de døde ting. Menneskene kan man lige så godt henføre til Ribe eller Arendal. | Citat |
|       | |       |

## Jantelovens 10 bud
Jantelovens 10 bud lyder som følger:
1. "Du skal ikke tro, du er noget."
2. "Du skal ikke tro, at du er lige så meget som os."
3. "Du skal ikke tro, at du er klogere end os."
4. "Du skal ikke bilde dig ind, at du er bedre end os."
5. "Du skal ikke tro, at du ved mere end os."
6. "Du skal ikke tro, at du er mere end os."
7. "Du skal ikke tro, at du dur til noget."
8. "Du skal ikke le ad os."
9. "Du skal ikke tro, at nogen bryder sig om dig."
10. "Du skal ikke tro, at du kan lære os noget."

### Straffeloven
I bogen tilføjes de ti bud et ellevte i Jantes straffelov. Det er formuleret som et spørgsmål og lyder:
11. Du tror måske ikke at jeg ved noget om dig?
Et citat er bedst til at beskrive anvendelsen af straffeloven:
| Citat | Den ene sætning, der udgør Jantes straffelov, var altså meget indholdsrig. Den var en sigtelse for alt muligt, og det måtte den også blive, fordi absolut intet var tilladt. Den var også et udformet anklageskrift, med alle slags uspecificerede straffe stillet i udsigt. Ydermere var den, alt efter tonefaldet, anvendelig til pengeafpresning og forledelse til forbrydelser, og den kunne også være det bedste forsvarsmiddel. | Citat |
|       | |       |

## Ændret betydning
Sandemose skrev om arbejderklassen i byen Jante og om en kreds af mennesker med samme sociale position.
Senere har janteloven fået ændret betydning: til dem der vil bryde ud af deres sociale lag og nå en højere position i samfundet generelt.

## Kritik
Danmarks konge Frederik 10. vil bekæmpe janteloven og skriver i sin bog "Kongeord":
| Citat | Vi danskere må gerne mene, vi er noget. Vi må godt tro på os selv og syne af noget, for vi kan noget, og vi er noget (…) Når vi hylder dét, som lykkes, så skaber det handlekraft og tro på, at vi også kan lykkes i næste ombæring. Storsind handler også om at glæde sig på andres vegne og vokse med de mennesker, man er omgivet af. Vi må aldrig være bange for at hylde dem og det, der lykkes i Danmark. | Citat |
|       | |       |